# Salomon Zeldenrust
Salomon Zeldenrust (* 17. Februar 1884 in Amsterdam; † 20. Juli 1958 in Knokke-Heist, Belgien) war ein niederländischer Fechter.

## Erfolge
Salomon Zeldenrust nahm an den Olympischen Spielen 1920 in Antwerpen teil. Mit dem Degen und dem Florett schied er in der Einzelkonkurrenz jeweils in der ersten Runde aus. Die Mannschaftskonkurrenz mit dem Säbel schloss er mit der niederländischen Equipe, die neben Zeldenrust noch Willem van Blijenburgh, Jetze Doorman, Arie de Jong, Jan van der Wiel, Henri Wijnoldy-Daniëls und Louis Delaunoij umfasste, hinter Italien und Frankreich auf dem Bronzerang ab. Mit der Florett-Equipe belegte er Rang sechs, mit der Degen-Mannschaft wurde er Siebter.